# Frédéric Palluel
Frédéric Palluel, né le 15 décembre 1967 à Paris, est un patineur artistique français de danse sur glace. Avec sa partenaire Dominique Yvon, ils ont été deux fois champions de France en 1989 et 1992.

## Biographie

### Carrière sportive
Frédéric Palluel suit un cursus scolaire classique à Paris jusqu'au lycée Racine avant d'entrer de 1989 à 1994 à l'Institut national du sport, de l'expertise et de la performance (INSEP).
Il pratique la danse sur glace de haut-niveau avec sa partenaire Dominique Yvon. Ils sont doubles champions de France 1989 à Limoges et 1992 à Bordeaux.
Ils représentent la France à un mondial junior (1986 à Sarajevo), quatre championnats européens (1989 à Birmingham, 1990 à Léningrad, 1991 à Sofia et 1992 à Lausanne), quatre mondiaux seniors (1988 à Budapest, 1989 à Paris, 1991 à Munich et 1992 à Oakland) et aux Jeux olympiques d'hiver de 1992 à Albertville.
Ils arrêtent les compétitions sportives après les mondiaux de 1992.

### Reconversion
Il quitte le patinage amateur en mai 1992, après les championnats du monde à Oakland qui a été leur dernière compétition. En 2001, il a été un court moment steward à Chicago chez American Airlines.
Il est actuellement professeur de patinage artistique et agent de voyage à Sarasota en Floride aux États-Unis.

## Palmarès
| Compétitions principales      | 1986    | 1987    | 1988    | 1989    | 1990    | 1991    | 1992    |  |  |  |  |  |  |  |
| Jeux olympiques d'hiver       |         |         |         |         |         |         | 8e      |  |  |  |  |  |  |  |
| Championnats du monde         |         |         | 16e     | 12e     | F       | 8e      | 7e      |  |  |  |  |  |  |  |
| Championnats d’Europe         |         |         |         | 8e      | 6e      | 7e      | 7e      |  |  |  |  |  |  |  |
| Championnats de France        |         | 3e      | 2e      | 1er     | 2e      | F       | 1er     |  |  |  |  |  |  |  |
| Championnats du monde juniors | 5e      |         |         |         |         |         |         |  |  |  |  |  |  |  |
|                               |         |         |         |         |         |         |         |  |  |  |  |  |  |  |
| Autres Compétitions           | 1985/86 | 1986/87 | 1987/88 | 1988/89 | 1989/90 | 1990/91 | 1991/92 |  |  |  |  |  |  |  |
| Skate America                 |         |         |         | 7e      | 4e      |         | 3e      |  |  |  |  |  |  |  |
| Skate Canada                  |         |         |         |         |         |         |         |  |  |  |  |  |  |  |
| Coupe d'Allemagne             |         | 3e      |         |         |         |         |         |  |  |  |  |  |  |  |
| Trophée de France             |         |         | 5e      | 5e      | 4e      |         | 2e      |  |  |  |  |  |  |  |
| Moscou Skate                  |         | 6e      |         |         |         |         |         |  |  |  |  |  |  |  |
| Trophée NHK                   |         |         |         | 4e      |         | 4e      |         |  |  |  |  |  |  |  |
| Légende : F = Forfait         |         |         |         |         |         |         |         |  |  |  |  |  |  |  |

## Sources
- Le livre d'or du patinage d'Alain Billouin, édition Solar, 1999